# جيمس كيلي (مؤرخ)
جيمس كيلي (بالإنجليزية: James Kelly)‏ هو مؤرخ أيرلندي، ولد في 1959.